# 해릉군
해릉군(海陵郡)은 동진에서 설치한 군이다. 지금의 타이저우시 동부와 난퉁시 일대를 관할했다.

## 동진
411년(의희 7년) 광릉군의 동부 지역에서 해릉군을 신설했다. 《영초국지》에 따르면 이 당시에는 서주에 소속되어 있었다고 한다.

## 유송
6현 3,626호 21,660명을 거느렸다.
| 현명   | 한자   | 대략적 위치                         | 종류       | 비고                       |
| ------ | ------ | ----------------------------------- | ---------- | -------------------------- |
| 건릉현 | 建陵縣 | 타이저우 시 장옌 구 북              | 현령(縣令) | 동진 안제 시기 신설되었다. |
| 임강현 | 臨江縣 | 난퉁 시 루가오 시 남 석장진(石庄镇) | 현령(縣令) | 동진 안제 시기 신설되었다. |
| 여고현 | 如皋縣 | 난퉁 시 루가오 시                   | 현령(縣令) | 동진 안제 시기 신설되었다. |
| 영해현 | 寗海縣 | 난퉁 시 루가오 시 서남              | 현령(縣令) | 동진 안제 시기 신설되었다. |
| 포도현 | 蒲濤縣 | 난퉁 시 북서                        | 현령(縣令) | 동진 안제 시기 신설되었다. |
| 임택현 | 臨澤縣 |                                     | 현령(縣令) | 동진 안제 시기 신설되었다. |

## 남제
8현을 통치했다.
| 현명   | 한자   | 대략적 위치                         | 비고                                                 |
| ------ | ------ | ----------------------------------- | ---------------------------------------------------- |
| 건릉현 | 建陵縣 | 타이저우 시 장옌 구 북              |                                                      |
| 임강현 | 臨江縣 | 난퉁 시 루가오 시 남 석장진(石庄镇) |                                                      |
| 여고현 | 如皋縣 | 난퉁 시 루가오 시                   |                                                      |
| 영해현 | 寗海縣 | 난퉁 시 루가오 시 서남              |                                                      |
| 포도현 | 蒲濤縣 | 난퉁 시 북서                        |                                                      |
| 임택현 | 臨澤縣 |                                     |                                                      |
| 제창현 | 齊昌縣 |                                     | 483년(영명 원년)에 신설되었다.                       |
| 해안현 | 海安縣 | 난퉁 시 하이안 현                   | 487년(영명 5년) 신군(新郡)을 폐하고 현으로 격하했다. |

## 남량, 남진, 북제
후경의 난으로 양나라와 진나라가 위치한 강남 지방이 황폐화된 틈을 타 북제가 점령했다. 북제는 광릉군과 함께 동광주에 소속시켰다.

## 수
동해군, 광릉군과 함께 강도군으로 통폐합되었고 속현들만 일부가 남아 강도군의 속현이 되었다.
| 개편이전 | 개편이후                                                                    |
| -------- | --------------------------------------------------------------------------- |
| 건릉현   | 건릉현. 일시적으로 강포현(江浦縣)이 분리 신설되었지만 대업 초에 폐지되었다. |
| 영해현   | 여고현을 통폐합했다.                                                        |
| 임택현   | 고우현에 통폐합되었다.                                                      |